# 815 v.Chr.
Het jaar 815 v.Chr. is een jaartal volgens de christelijke jaartelling.

## Gebeurtenissen

### Palestina
- Koning Joahaz (815 - 801 v.Chr.) regeert over het koninkrijk Israël.

## Overleden
- Jehu, koning van Israël